# Zilahy Miklós Géza
zilahi Zilahy Miklós Géza (korábban Zilahi-Szabó Miklós Géza; Gyöngyös, 1936. december 7. –) magyar-német informatikus, a gießeni Justus Liebig Egyetem professor emeritusa.

## Életpálya
Zilahy Budapesten kezdte tanulmányait 1954-ben. 1956-ban Németországba emigrált és ott a giesseni Justus-Liebig-Egyetemen folytatta tanulmányait. Itt doktorált 1961-ben, majd habilitált 1970-ben. Disszertációjának címe Számvitel és adatfeldolgozás volt. 1962-től tanársegédként, majd habilitációja után 1970-től privát docensként oktatott és kutatott a mezőgazdasági kar üzemszervező intézetében. Zilahy elsők között volt a német nyelvterületen, akik kutatásban és oktatásban az informatikával foglalkozott. 1972-ben nevezték ki egyetemi tanárrá, majd átvette az újonnan alapított Számvitel és Adatfeldolgozás Tanszék vezetését.

## Tevékenysége
Zilahy a doktorátus megszerzése után az integrált számvitelre és adatfeldolgozásra, valamint azok fejlesztésére specializálta magát, ezekből integrált információs rendszereket fejlesztett ki. Egyik ilyen fejlesztését köztársasági szinten alkalmazták. Egy további súlypont Zilahy munkásságában a relacionális adatbankrendszerek fejlesztése volt és ezzel egybekötve az adatmodellezés. Az 1970-es évek közepén felépítette és átvette egy interdiszciplináris kutatócsoport vezetését, amely a számítógéppel támogatott egyetemi kiképzéssel foglalkozott (e-learning). Ez a kutatócsoport részt vett a hesseni tartományban működő egyetemi komputerhálózat felépítésében és eredményeit a köztársasági Normabizottság is felhasználta. Ezt követően 70-es évek végén a University of Illinois közgazdasági karán az adatbankok hasznosíthatóságát kutatta a mátrixszámítás alapjain, amelyeket a könyvelés, a költségelszámolás és -tervezés integrált megoldására használt. Főbb kutatási területei az integrált számvitel, az adatbank-modellezés, a szoftver-modellezés és a benchmarking voltak.
Tanszékei időrendi sorrendben Számvitel és Adatfeldolgozás, Gazdasági Informatika, Üzem Informatika, E-Learning és Software Engineering.
További súlypontok Zilahy munkásságában: a tanácsadói tevékenységet támogató mérlegelemzés, a vállalatok fizetőképességének elemzése, az expertrendszerek, az információmenedzselés, a vállalati tevékenység minőségirányítása, workflow menedzsment és végül a digitalizált cseklisták és a benchmarking képezték.
Egy karváltás után az egyetem matematika és informatika karán a Software Engineering Tanszék vezetését vette át az informatika intézetben. Zilahy a Szent István Egyetem tiszteletbeli doktora.

## Főbb publikációi
- Zilahy több könyv szerzője, ezek között 13 monográfia szerepel, továbbá társszerzője 13 többszerzős könyvnek. Könyveit magyarra, lengyelre és japánra is lefordították. Ezen kívül több mint 200 szakfolyóiratban és 20 kötetben jelentek meg tanulmányai.
- Miklós Géza Zilahi-Szabó: APL: Lernen, Verstehen, Anwenden (APL: Tanulni, megérteni, alkalmazni). Hanser Verlag, München, Wien 1986, ISBN 978-3-446-14506-1
- Miklós Géza Zilahi-Szabó: Informatik: Anwendungsorientierte Einführung in die allgemeine Wirtschaftsinformatik (Informatika: Alkalmazásorientált bevezetés az általános gazdasági informatikába). Oldenbourg, München, Wien 1991, ISBN 978-3-486-20845-0
- Miklós Géza Zilahi-Szabó: Wirtschaftsinformatik: Anwendungsorientierte Einführung (Gazdasági Informatika: alkalmazásorientált bevezetés). Oldenbourg, München, Wien 1993, ISBN 978-3-486-22633-1
- Miklós Géza Zilahi-Szabó: Grundzüge der Wirtschaftsinformatik (A gazdasági Informatika alapjai). Oldenbourg, München, Wien 1998, ISBN 978-3-486-24415-1
- Miklós Géza Zilahi-Szabó: Kleines Lexikon der Informatik und Wirtschaftsinformatik (Az informatika és gazdasági informatika kis lexikona). Oldenbourg, München, Wien 1995, ISBN 978-3-486-22907-3
- Miklós Géza Zilahi-Szabó: Lehrbuch der Wirtschaftsinformatik (A gazdasági informatika tankönyve). Oldenbourg, München, Wien 1998, ISBN 978-3-486-24727-5
- Miklós Géza Zilahi-Szabó: Leistungs- und Kostenrechnung für Rechenzentren (Az adatfeldolgozó központok teljesítmény- és költségelszámolása). Forkel, Wiesbaden 1988, ISBN 978-3-7719-6336-1
- Miklós Géza Zilahi-Szabó: Vállalati számvitel a mezőgazdaságban, Mezőgazdasági Kiadó, Budapest, 1990, ISBN 963-234-416-2.
- Miklós Géza Zilahi-Szabó: Informatika, Budapest, 1989.
- Miklós Géza Zilahi-Szabó: Agrárinformatika, Budapest, 1990.
- Zilahy Miklós: Mein Leben mit Computer, Shaker Verlag, Düren 2022. ISBN 978-3-8440-8699-7.
- Zilahy Miklós Géza: 1956 A forradalom nézőpontjai/ Perspektiven der Revolution, Budapest 2ö25, ISBN: 978-615-02-1977-6.

## Kitüntetései
- 56-os Nemzetőrség: A Forradalom Hőse
- 56-os Nemzetőrség: 1956-os Forradalom és Szabadságharc Emlékérem
- 56-os Nemzetőrség: Lyberty Hungary 60
- 1956 Magyar Szabadságharcosok Világszövetsége: Hűség a Hazához Érdemrend Nagykereszt
- Történelmi Vitézi Rend: 56-os ezüst jubileumi Kereszt

## Fordítás
- Ez a szócikk részben vagy egészben  a   Miklós Géza Zilahy című német Wikipédia-szócikk ezen változatának fordításán alapul.  Az eredeti cikk szerkesztőit annak laptörténete sorolja fel. Ez a jelzés csupán a megfogalmazás eredetét és a szerzői jogokat jelzi, nem szolgál a cikkben szereplő információk forrásmegjelöléseként.